# فلاديمير بوغدانوفيتش
فلاديمير بوغدانوفيتش (بالصربية: Владимир Богдановић)‏ هو لاعب كرة قدم صربي في مركز الوسط، ولد في 5 أكتوبر 1986 في كرالييفو في صربيا. شارك مع منتخب صربيا تحت 21 سنة لكرة القدم. أما مع النوادي، فقد لعب مع النجم الأحمر بلغراد ورادنيتشكي نيش ونادي بانيتوليكوس ونادي فيريس كيشيناو ونادي لوكوموتيف صوفيا.

## وصلات خارجية
- فلاديمير بوغدانوفيتش على موقع قاعدة بيانات كرة القدم.إي يو (الإنجليزية)
- فلاديمير بوغدانوفيتش على موقع Soccerway.com (الإنجليزية)